# Самокиш-Судковская, Елена Петровна
Еле́на Петро́вна Само́киш-Судко́вская, урождённая Бена́рд (10 [22] февраля 1862, Санкт-Петербург, Российская империя — 1924) — русская художница, иллюстратор.

## Происхождение
Родилась 10 (22) февраля 1862 года в Санкт-Петербурге, дочь военного инженера полковника Петра Петровича Бенар(д)а (1830—1911).
Прадед, гугенот Жан-Жорж Бенар (Benard), на российской службе был обер-офицером. Был женат на Анне-Доротее Грауп (Anna Dorothea Graup) и имел четверых детей.
Старший сын, Пьер-Жан (Peter Johann), родившийся в Санкт-Петербурге 4 ноября 1782 года, в России именовался как Пётр Иванович Бенард. В 1833—1838 годах он был директором 1-й Санкт-Петербургской гимназии — действительный статский советник с 6.10.1830, кавалер орденов Св. Анны 2-й ст. (30.4.1816) и Св. Владимира 3-й ст. (2.6.1836) за строительство укреплений Кронштадта. Был женат на Амалии Карловне, урождённой Эйзенах (13 августа 1810 — 12 ноября 1885).
Их сыновья Пётр и Николай. Умер 27 ноября 1862 года и был похоронен на Волковском лютеранском кладбище.
Старший сын, Пётр Петрович (1830 — 2 апреля 1911), в 1849 году окончил кондукторские классы, а в 1851 году — офицерские классы Главного инженерного училища и был выпущен поручиком в военные инженеры. Служил военным инженером в крепости Свеаборг; был начальником Свеаборгского крепостного инженерного управления. С 27 марта 1877 года — полковник. Состоял членом Русского технического общества. Был женат на Матильде Ивановне Пионтковской. Их дети: Елена (1862—1924); Петр (1863—1917) — военный инженер, полковник; Евгений (1866—1917) — военный врач; Владимир.

## Биография

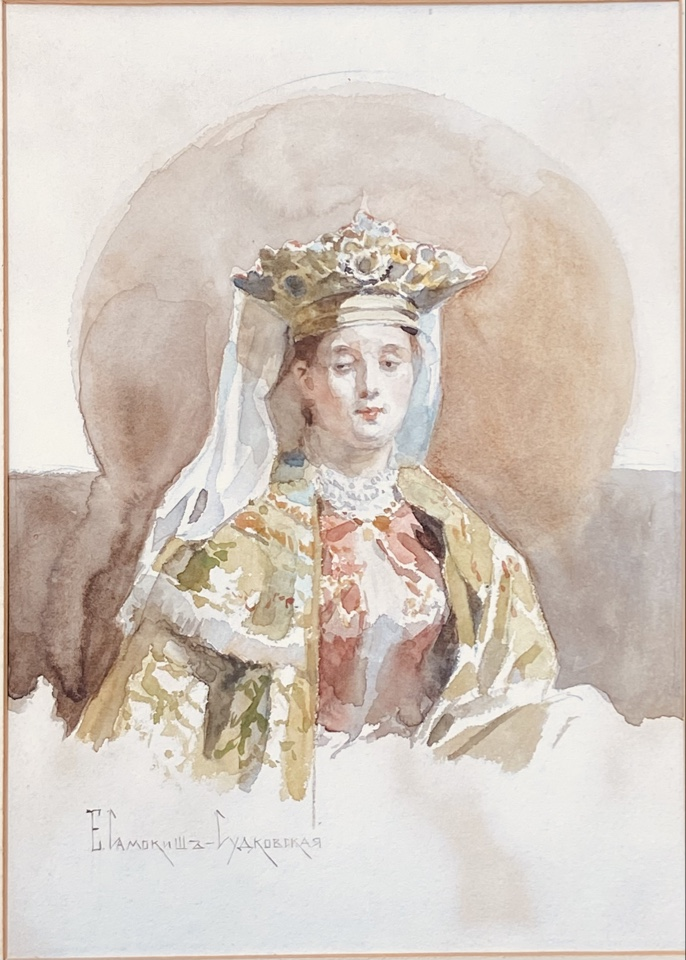
«Царевна», 1900-е гг., бумага, гуашь

Окончила Павловский институт, два года училась в рисовальной школе в Гельсингфорсе и брала частные уроки у В. П. Верещагина.
В 1883 году вышла замуж за академика живописи Р. Г. Судковского, но через два года он скончался от тифа. Их дочь Маргарита (1 февраля 1884—1972) также стала художником. Внук Маргариты Руфиновны (правнук Елены Петровны Самокиш-Судковской) — Владимир Руфинович Лагранж, классик отечественной фотографии.  Е.П.Судковская приложила много усилий для увековечивания памяти своего первого мужа. Она организовала в Петербурге в залах Академии художеств посмертную персональную выставку, а год спустя на его могиле был установлен бюст по ее проекту, выполненный скульптором Б.В.Эдуардсом.
В 1885 году Елена Петровна уехала в Париж, где училась в частной академии Ж. Бастьен-Лепажа.  Здесь и произошло ее знакомство с художником Николаем Семеновичем Самокишем. В 1889 году Елена Петровна вышла за него замуж. В этом браке она приняла двойную фамилию Самокиш-Судковская.
В 1900-е годы Елена Петровна работала в книготорговом плакате. Очень много рисовала для «Нивы», в том числе оформляла рождественские и пасхальные номера журнала, делала рисунки цветных календарей, выпускавшихся «Нивой» в качестве новогоднего приложения. Публиковала рисунки в других иллюстрированных изданиях («Пробуждение» и т. д.), рисовала плакаты, афиши, театральные программки, делала издательскую и промышленную рекламу.
Иллюстрировала книги, в том числе детские. Входила в Первый дамский художественный кружок (1882—1918), её работы выставлялись вместе с полотнами мэтров русского искусства Верещагина, Шишкина, Репина. В 1896 году за рисунки для «Коронационного сборника» получила Высочайшую награду и медаль на голубой ленте.
Писала портреты и жанровые картины, но известна в основном как книжный иллюстратор. В частности, иллюстрировала Пушкина. Её рисунки подвергались упрекам в нарочитой красивости. Так говорили о её иллюстрациях к «Евгению Онегину» в издании 1908 года (издательство Голике и Вильборг, Санкт-Петербург). Широко известны также её иллюстрации к сказке Ершова «Конёк-горбунок».
Супруги временами работали вместе: так они оба участвовали в подготовке иллюстрированного издания «Мёртвых душ» Гоголя (типография А. Ф. Маркса, 1901). В одном из залов Витебского вокзала (в то время — Царскосельский вокзал), возведенного в 1901—1904 годах, стены украшены созданными ими панно, которые посвящены истории Царскосельской железной дороги.
Увлеченная модерном, Елена Петровна в собственном творчестве часто использовала разнообразные орнаментальные бордюры и виньетки, заставки и концовки, причудливые и всегда роскошные гирлянды. Её работы публиковались в столичных журналах и на открытках издательства общины св. Евгении (известном и под названием «Издательство Красного Креста»), которое в России стало выпускать первые почтовые карточки.
После Октябрьской революции разъехалась с мужем, у которого начались отношения с Роскан Ивановной Авалиани, проживавшей в Евпатории. При этом Н.С. Самокиш по мере возможности помогал Елене Петровне. Пытаясь спасти семью от разорения и спасти остатки имущества  Е. П. Самокиш-Судковская выехала в Москву, а затем в Выборг, находившийся на тот момент в Финляндии. Она умерла в Выборге в мае 1924 года или в Ленинграде в июле 1924 года.  Н.С.Самокиш после ее смерти продолжал помогать приемной дочери Маргарите Лагранж-Судковской и ее детям, проживавшим сначала в Алупке, а затем в Москве. 

Из иллюстраций к «Евгению Онегину»
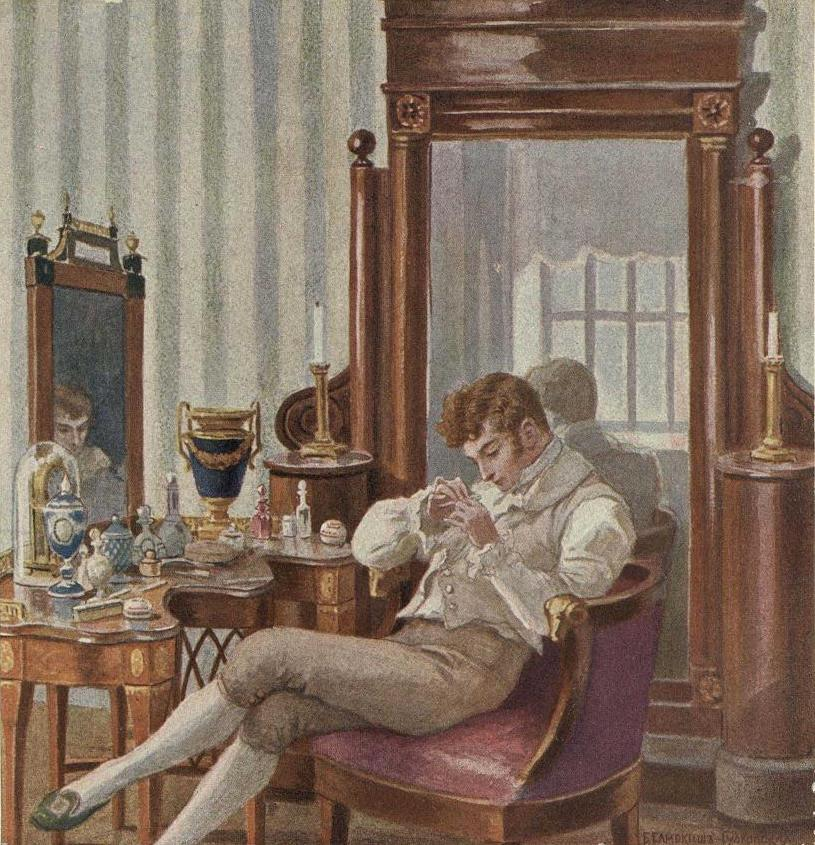
Онегин у себя в кабинете
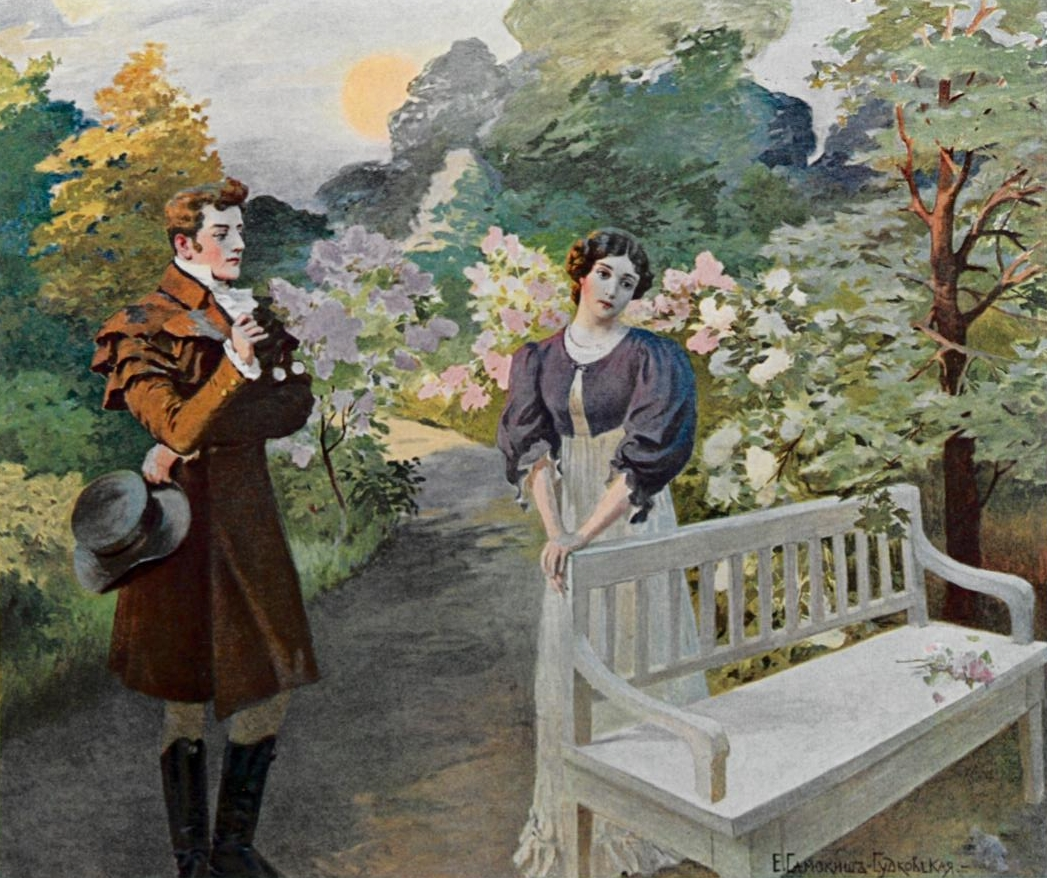
Онегин и Татьяна
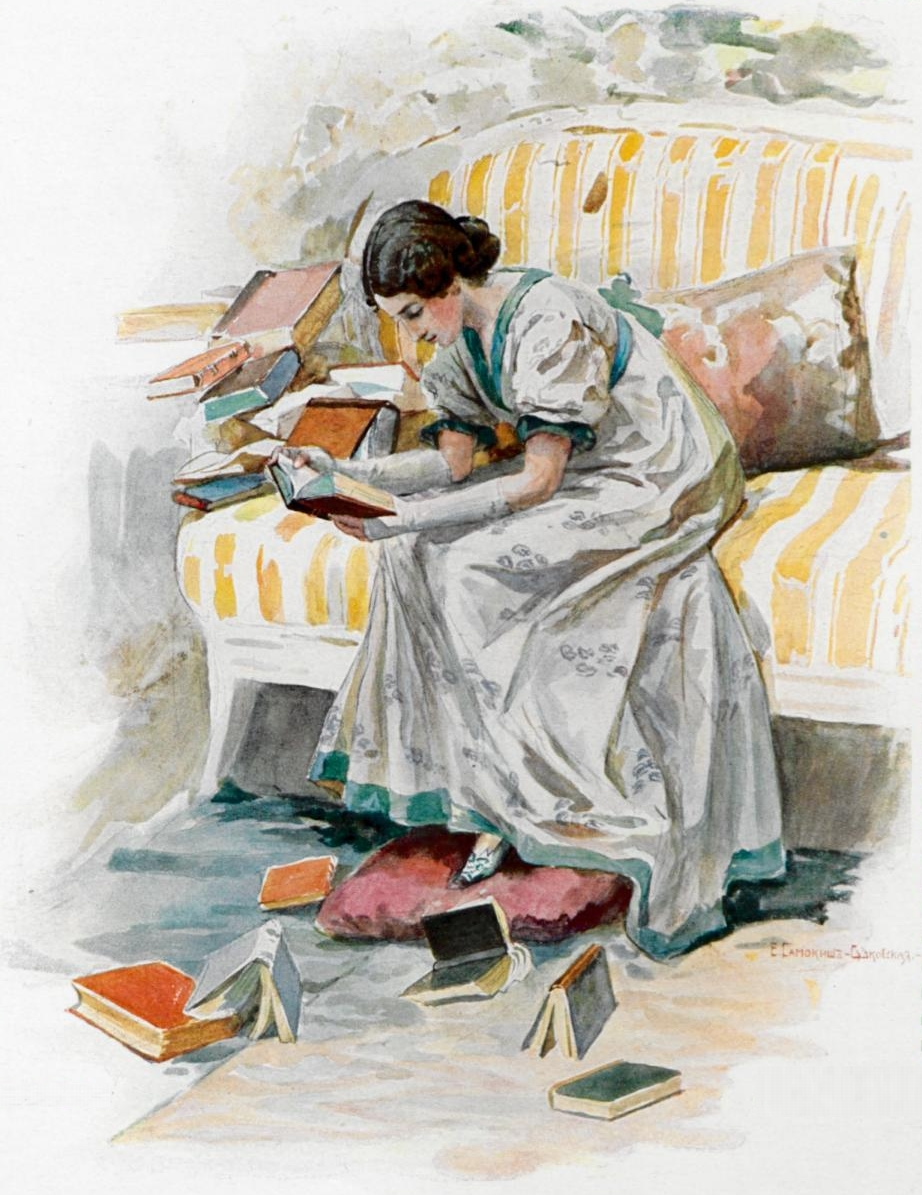
Татьяна

- «Царевна», 1900-е гг., бумага, гуашь[9]